# Ericsson Review
Ericsson Review, utges på engelska, är Telefonaktiebolaget LM Ericssons tekniska facktidskrift om företagets produkter, systemlösningar och forskningsrön inom kommunikations- och informationsteknologierna. Första numret utkom år 1924 då under namnet L.M. Ericsson Review.

## Historik
LM Ericsson var tidigt ett internationellt företag med försäljning och tillverkning i ett stort antal länder. Under 1920-talet fanns ett flertal dotterbolag i koncernen och diskussioner pågick om hur samarbetet och kunskapsspridning mellan dotterbolagen och med moderbolaget kunde förbättras. En lösning på problemet var grundandet av LM Ericsson Review 1924 med månadsvisa upplagor på svenska, engelska och spanska. År 1927 tillkom utgåvor på tyska och franska. Syftet var att beskriva LM Ericssons konstruktioner och installationer inom telefoni, järnvägssignalering och brandlarm i en teknisk publikation av hög kvalité.

## Axplock ur utgivningen
Många av Ericssons innovationer och system har presenterats i tidskriften under åren. Här är ett axplock:
- 500-väljaren, grundelementet i  Ericssons första automatiska telefonstationssystem (AGF), är beskriven i det första numret  (dubbelnummer 1-2 år 1924) av L.M. Ericsson Review.[3]
- Bakelittelefonen, utvecklad 1931, var en typ av telefonapparater från Ericsson gjorda i bakelit som medförde elegantare formgivning och förenklad tillverkning. Bakelittelefonen presenterades i nummer 1 av L.M. Ericsson Review år 1933 [4].
- Ericofonen, även kallad kobratelefonen, LM Ericssons uppmärksammade och prisbelönta allt-i-ett telefon  presenterades i LME Review nr 4 1956.[5]
- AKE,  LM Ericssons första datorstyrda telefonstationssystem är beskrivet i Ericsson Review nr 2 1973.[6]
- AXE, världens mest framgångsrika telefonstationssystem, utvecklat under 1970-talet av Ericssons och Televerkets gemensamma dotterbolag Ellemtel, finns beskrivet i  Ericsson Review nr 2 1976.[7]
- Erlang, ett generellt programmeringsspråk, utvecklat av Ericssons datalogilabb under 1980-talet och som används i flera av Ericssons telekommunikationssystem men även i tillämpningar utanför Ericsson. År 1998 släpptes Erlang fritt som öppen källkod. Erlang presenterades i Ericsson Review nummer 2 1993 [8].